# Corredor Atlântico

O Corredor Atlântico

O Corredor Atlântico é o número 7 dos dez eixos prioritários da Rede Transeuropeia de Transportes (RTE-T), que pretende criar um corredor ferroviário e rodoviário de alta capacidade ligando Portugal, Espanha e França, e posteriormente estendido também à Alemanha. Quando estiver concluído, o ramo Ibérico deverá tornar-se numa das principais redes de transporte da Península, a par do Corredor Mediterrâneo. Em geral, o corredor incluirá as seguintes secções:
- Algeciras – Bobadilla – Madri
- Sines / Lisboa – Madrid – Valladolid
- Lisboa – Aveiro – Leixões / Porto
- Aveiro – Valladolid – Vitória – Bergara – Bilbao / Bordéus – Paris – Le Havre / Metz – Mannheim / Estrasburgo

O progresso varia de região para região. Em Portugal, por exemplo, as infraestruturas ferroviárias previstas foram incluídas na iniciativa Ferrovia 2020, apresentada em 2016. Porém, ao final de 2022, apenas 15% da construção estava concluída. No País Basco, o chamado Y Basco (nomeado devido à região que atravessa e à forma que tem) deverá estar concluído e operacional até 2030, mas a ligação do lado francês foi adiada e não está prevista para ser concluída até depois de 2037.